# Marija Bistrica
Marija Bistrica är en stad i Krapina-Zagorjes län, i norra Kroatien. Staden ligger invid berget Medvednica i regionen Zagorje, nära Kroatiens huvudstad Zagreb. Marija Bistricas kommun hade vid folkräkningen 2001 6 612 invånare medan själva staden hade 1 107.

## Vallfärdsorten Marija Bistrica
I Kroatien är orten en känd vallfärdsort. Staden är berömd för sin helgedom tillägnad jungfru Maria och besöks av hundratusentals pilgrimer årligen. Påven Johannes Paulus II besökte Marija Bistrica den 3 oktober 1998 och saligförklarade den kroatiske kardinalen Alojzije Stepinac.